# Kabambare
Kabambare est une localité, chef-lieu du territoire éponyme de la province du Maniema en république démocratique du Congo.

## Géographie
Elle est située la route RP1120 à 455 km au sud-est du chef-lieu provincial Kindu.

## Histoire
La localité fut dès la fin du XIXe siècle un important comptoir commercial. Elle fut également au cœur des batailles opposant l'État indépendant du Congo contre les Arabo-Swahilis entre 1892 et 1894 et de la révolte des Batetela en 1898.

## Administration
Chef-lieu territorial de 7 134 électeurs enrôlés pour les élections de 2018, elle a le statut de commune rurale de moins de 80 000 électeurs et  compte 7 conseillers municipaux en 2019.

## Population
Le recensement date de 1984,.
| 1984 | 2004  | 2012   |
| ---- | ----- | ------ |
| -    | 8 782 | 10 883 |